# Valloire
Valloire – miejscowość i gmina we Francji, w regionie Owernia-Rodan-Alpy, w departamencie Sabaudia.
Według danych na rok 1990 gminę zamieszkiwały 1012 osoby, a gęstość zaludnienia wynosiła 7 osób/km² (wśród 2880 gmin regionu Rodan-Alpy Valloire plasuje się na 774. miejscu pod względem liczby ludności, natomiast pod względem powierzchni na miejscu 6.).